# Grand Rapids (Michigan)
Pour les articles homonymes, voir Grand Rapids.
Grand Rapids est une ville du Midwest située dans l’État du Michigan aux États-Unis. Siège du comté de Kent, c'est aussi la deuxième ville du Michigan (après Détroit), avec 198 917 habitants lors du recensement de 2020. La région métropolitaine de Grand Rapids compte 1 162 950 habitants en 2023.

## Histoire
Il y a plus de 2 000 ans, les peuples des premières nations de la région des Grands Lacs occupèrent la vallée de la rivière Grande. Pendant le XVIIIe siècle, les Outaouais s’installèrent dans la région et établirent des villages tout au long de la Grand River.
La région de Grand Rapids fut colonisée par les Européens à partir du début du XIXe siècle par des missionnaires et des traiteurs de fourrure. Les premiers contacts avec la population indigène furent pacifiques et une liaison économique fut créée notamment avec les Outaouais. Joseph et Madeline La Framboise (d’origine française) établirent un poste de commerce dans la région.
Puis, en 1826, Louis Campau, le fondateur officiel de Grand Rapids, construisit une cabane, un poste commercial et une forge sur la rive orientale de la Grand River. Campeau (originaire de Détroit) partit chercher sa femme, ses enfants et environ 5 000 $ de biens pour s’installer de manière permanente à Grand Rapids.
Le nom de la ville vient d’une expédition de 1831 entreprise par des recenseurs. Ils divisèrent aussi le Michigan en comtés, et Grand Rapids fut nommée la capitale du comté de Kent. Campau acheta une région gigantesque (celle du centre-ville actuel) pour environ 90 $ au gouvernement fédéral.
En 1836, le pionnier John Ball déclara la région de Grand Rapids et sa vallée « la terre promise, ou du moins la plus prometteuse pour mes affaires. » (« the promised land, or at least the most promising one for my operations. »)
Dès 1838, la population de Grand Rapids connut un vif accroissement. La ville fut créée officiellement le 1er mai 1850. On compte environ 2 686 habitants cette année-là.
Pendant la deuxième partie du XIXe siècle, la ville devient un important comptoir à bois et la première ville de manufacture de meubles aux États-Unis. (C’est de là que vient son surnom de « Furniture City »). Aujourd’hui même, la ville est considérée comme le chef-lieu de cette industrie (grâce notamment à la compagnie Steelcase, Inc.).
En 1881, la première centrale hydraulique de la région est construite sur la rive occidentale de la ville. On compte alors 82 565 habitants (une croissance fulgurante !).  
En 1945, Grand Rapids est la première ville du pays à ajouter du fluorure à ses réserves d’eau potable.
En 2011, Grand Rapids devient la ville ayant été le lieu de tournage du plus grand lip dub, en réponse à un article de Newsweek l'ayant classée dans les « villes mourantes ».

## Géographie
La ville de Grand Rapids s’élève à 200 m d'altitude. Elle est située à environ 50 km à l’est du lac Michigan.  

## Économie
Principal centre économique et commercial de l’ouest de l’État, la ville possède notamment une industrie du meuble dont la réputation dépasse les frontières régionales ; la métallurgie, l’équipement médical, les matières plastiques, les appareils ménagers et les conserves figurent en outre parmi les principales activités de Grand Rapids.
La ville a longtemps été un centre mobilier et automobile, mais la présence des deux industries dans la région diminue. American Seating et Steelcase Inc. ont leur centre à Grand Rapids.
Les chaînes d'hypermarchés Meijer et Spartan Stores sont basées à Grand Rapids.
La multinationale Amway Global tient ses origines, son bureau chef et ses manufactures à Ada en banlieue de Grand Rapids, d'ailleurs une bonne proportion des institutions de la ville (centre communautaire, institut scientifique, hôtels, arena) ont été commandités par cette multinationale ou ses principaux actionnaires.
Récemment, la ville a connu un vif succès au niveau scientifique en construisant le Van Andel Research Institute qui se concentre sur la recherche contre le cancer.

## Démographie
| Groupe                           | Grand Rapids | Michigan | États-Unis |
| -------------------------------- | ------------ | -------- | ---------- |
| Blancs                           | 64,6         | 79,0     | 72,4       |
| Afro-Américains                  | 20,9         | 14,2     | 12,6       |
| Autres                           | 7,7          | 1,5      | 6,4        |
| Métis                            | 4,2          | 2,3      | 2,9        |
| Asiatiques                       | 1,9          | 2,4      | 4,8        |
| Amérindiens                      | 0,8          | 0,6      | 0,9        |
| Total                            | 100          | 100      | 100        |
|                                  |              |          |            |
| Hispaniques et Latino-Américains | 15,6         | 4,4      | 16,7       |

En 2010, la population hispanique est majoritairement d'origine mexicaine, les Mexicano-Américains représentant 9,9 % de la population totale de la ville.
Selon l'American Community Survey, pour la période 2011-2015, 84,56 % de la population âgée de plus de 5 ans déclare parler l'anglais à la maison, 11,12 % déclare parler l'espagnol et 3,87 % une autre langue.

## Transports
Grand Rapids possède un aéroport : l'aéroport international Gerald R. Ford (code AITA : GRR).

## Évêché
- Diocèse de Grand Rapids
- Liste des évêques de Grand Rapids
- Cathédrale Saint-André de Grand Rapids

## Jumelages
- Ōmihachiman (Japon)
- Bielsko-Biała (Pologne)
- Pérouse (Italie)
- District municipal de Ga est (Ghana)
- District municipal de Ga ouest (Ghana)

## Personnalités liées à la ville
- Gerald Ford, Président des États-Unis y vécut une grande partie de son enfance.
- Lawrence Carmichael Earle, peintre américain, y a résidé la majeure partie de sa vie.
- Constance Rourke, écrivaine et historienne, y est décédée, en 1941.
- Patrick Lyoya, immigrant mortellement abattu par un agent du Grand Rapids Police Department, le 4 avril 2022.

## Galerie

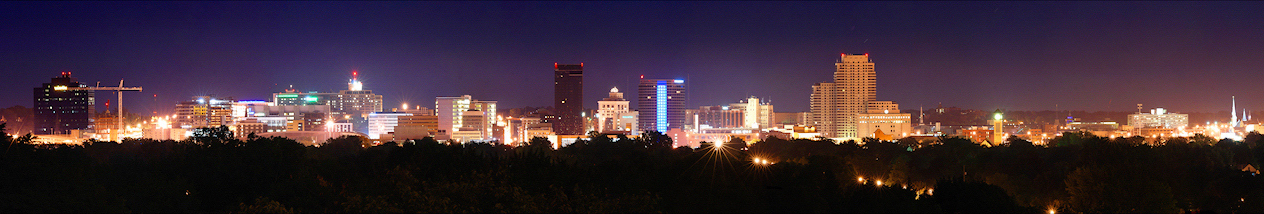
Panorama nocturne de Grand Rapids.